# Wyższa Szkoła Ekonomiczno-Humanistyczna w Bielsku-Białej
Wyższa Szkoła Ekonomiczno-Humanistyczna (WSEH) – utworzona w 1997 roku niepubliczna uczelnia z siedzibą w Bielsku-Białej. Współpracuje z Prywatnym Nauczycielskim Kolegium Języków Obcych w Bielsku-Białej „The Top”. Działa na podstawie zezwolenia Ministra Edukacji Narodowej nr DNS-1-0145-348TBM/2000 i jest wpisana do ewidencji uczelni niepublicznych, prowadzonego przez Ministra właściwego ds. szkolnictwa wyższego i nauki, pod numerem 126.

## Historia
Uczelnia powstała w 1997 roku pod pierwotną nazwą Wyższa Szkoła Marketingu i Zarządzania, korzystając z bazy lokalowej, finansowej, materialnej oraz doświadczeń College „The Top”. Po utworzeniu dwóch nowych kierunków humanistycznych, filologii i politologii, nastąpiła zmiana nazwy na Wyższa Szkoła Ekonomiczno-Humanistyczna. Były to pierwsze tego typu kierunki studiów na Podbeskidziu. Od początku swego istnienia prowadzi zajęcia skierowane na wiedzę z zakresu nauk o Europie, języków obcych i na praktyki zawodowe.

## Władze
- Kanclerz: Jerzy Dec[3]
- Rektor: Michał Śleziak

## Kierunki
Uczelnia prowadzi studia licencjackie i magisterskie (tj. I i II stopnia). Jest jedyną niepubliczną uczelnią na Podbeskidziu z uprawnieniami do prowadzenia studiów II stopnia na kierunkach filologia (filologia angielska i niemiecka) oraz zarządzanie. Od 2019 roku uczelnia prowadzi kierunek administracja z czterema specjalnościami.